# Tramwaje w Pedro Leopoldo
Tramwaje w Pedro Leopoldo − zlikwidowany system komunikacji tramwajowej w brazylijskim mieście Pedro Leopoldo.

## Historia
Tramwaje w Pedro Leopoldo uruchomiono w 1907. Linia tramwaju konnego o długości 1,2 km połączyła dworzec kolejowy z zakładem włókienniczym. Tramwajami zarządzała spółka Companhia Industrial de Belo Horizonte. Linię zamknięto w 1930.